# Trinidad Silva
Trinidad Silva, född 30 januari 1950 i Mission, Texas, död 31 juli 1988 i Whittier, Kalifornien, var en amerikansk skådespelare.
Silva är mest känd för rollen som den bråkige gängmedlemmen Jesus Martinez i TV-serien Spanarna på Hill Street. En av sina sista roller gjorde han i filmen Colors.
Silva omkom i en trafikolycka 1988 under inspelningen av filmen UHF. Han är begravd på San Fernando Mission Cemetery i Los Angeles.